# 小叶鹅绒藤
小叶鹅绒藤（学名：Cynanchum anthonyanum）是夹竹桃科鹅绒藤属的植物，为中国的特有植物。分布于中国大陆的四川、云南等地，生长于海拔1,500米的地区，常生于石山坡上或灌木丛边缘，目前尚未由人工引种栽培。

## 别名
滇白前（种子植物名录）